# Northrop Blowpipe
«Блоупайп» — американский опытный переносной зенитный ракетный комплекс, лицензионная модификация одноименной британской модели, доработанная корпорацией «Нортроп» под требования Вооружённых сил США и вобравшая в себя ряд отличий от исходного образца. Комплекс участвовал в конкурсе на оснащение сухопутных войск США дешёвыми и компактными средствами противовоздушной обороны, где он предлагался как альтернатива ПЗРК «Стингер», разработанному корпорацией «Дженерал дайнемикс». Так же, как и его британский аналог, обладал таким качеством как универсальность, которое позволяло ему применяться для обстрела легкобронированных наземных целей. На вооружение не принимался, серийно (за исключением опытной партии ракет) не производился, лицензионное производство комплексов для опытной эксплуатации велось в 1972—1973 гг.

## История
На фоне успешных испытаний британского ПЗРК «Блоупайп», интерес к новому образцу вооружения проявили в США. При том, что в истории американской армии было немало примеров закупки различного вооружения и военной техники за рубежом, долгое время это были образцы из континентальных европейских стран (немецкие, шведские, швейцарские, французские вооружения). Закупить же что-либо в англоязычных странах, особенно в Великобритании считалось если не позором, то потерей лица или чем-то близким, потому представители наиболее реакционной части американского армейского генералитета почитали ниже своего достоинства вступать в переговоры о закупке вооружений с британскими поставщиками. Британские союзники по НАТО даже не были поставлены в известность относительно происходящего конкурса (подробные данные конкурса и тактико-технического задания с приглашениями принять участие были разосланы военным ведомствам ФРГ, Бельгии, Италии и Норвегии). В этом отношении, периферийное расположение контрагента (в мятежной Северной Ирландии, где как раз происходили очередные народные волнения против британского владычества, что очень приветствовалось американцами) являлось компромиссным фактором. Национальный посредник, функции которого взяла на себя «Нортроп», был чрезвычайно необходим. В августе 1972 года авторитетное издание в сфере лазерных технологий, журнал «Лейзер-фокус» сообщил о том, что в «Нортроп» ведутся эксперименты с «Блоупайп» с лазерной системой наведения. Тогда же, в «Нортроп» решили зарезервировать за собой права на лицензионное производство комплексов в США, к тому времени разработка радиокомандного варианта комплекса в «Шортс» уже была завершена. Сторонам удалось достигнуть договорённости относительно потенциально возможного производства модифицированного варианта «Блоупайп» в США, подробности соглашения не разглашались. Лицензионное соглашение включало в себя особый пункт, которым лицензиату предоставлялось право модифицировать предмет соглашения (ракету и ракетный комплекс в целом) так, как того потребует тактико-техническое задание поставленное потенциальным заказчиком. Координацией работ по проекту в структуре корпорации занималось научно-исследовательское подразделение в Хоторне, штат Калифорния, работы над углекислотным лазером осуществлялись совместно с компанией «Сандерс ассошиэйтз», Нашуа, штат Нью-Гэмпшир. Американская модификация комплекса «Блоупайп» была оснащена полуактивной оптико-электронной системой наведения с лазерной подсветкой цели оператором. В таком виде, она составляла конкуренцию перспективному американскому ПЗРК «Стингер», разрабатывавшемуся корпорацией «Дженерал дайнемикс». Так или иначе, командование видов вооружённых сил США предпочло американский национальный проект его британскому конкуренту.

## Дальнейшее развитие задела
Работа над «Блоупайпом» не прошла бесследно, инженерные и лабораторные подразделения «Нортроп» накопили необходимый практический опыт и технические наработки, которые пригодились им при создании новых образцов вооружения с наведением по лазерному лучу. В 1973—1974 гг. инженеры «Нортроп» совместно с научными сотрудниками лаборатории прикладной математики Харви-Мадд-Колледжа в Клермонте, штат Калифорния, провели научно-исследовательскую работу по тематике «Системы наведения ракет на основе лазерного луча», результатом которой стало издание коллективного научного труда на заданную тему. Уже в мае 1975 года «Нортроп» получила контракт Исследовательского центра вооружения ВВС США на разработку управляемой ракеты класса «воздух—воздух» с лазерной подсветкой цели с перспективой дополнения и замещения имеющегося арсенала ракет «Сайдуайндер» и «Фалкон», а в июле 1976 года «Нортроп» победила в конкурсе, проводившимся Управлением ракетных войск Армии США на создание и испытания многоцелевого переносного ракетного комплекса с лазерным наведением на замену противотанковых ракетных комплексов «Тоу», «Шиллейла» и «Дракон».

## Сравнительная характеристика
Американский «Блоупайп» имел ряд довольно существенных отличий как от прототипа основного конкурирующего проекта, так и от оригинального британского образца. Для лучшего понимания сильных и слабых сторон «Блоупайпа» и аналогичных качеств конкурирующих образцов и их соотношения со «Стингером» исходной модификации, ниже приводится сравнительная характеристика образцов зенитного управляемого ракетного оружия, представленных на рассмотрение жюри конкурса на замену переносных зенитных ракетных комплексов «Редай» в Вооружённых силах США:
| Сравнительная характеристика переносных зенитных ракетных комплексов 1970-х годов | Сравнительная характеристика переносных зенитных ракетных комплексов 1970-х годов | Сравнительная характеристика переносных зенитных ракетных комплексов 1970-х годов | Сравнительная характеристика переносных зенитных ракетных комплексов 1970-х годов | Сравнительная характеристика переносных зенитных ракетных комплексов 1970-х годов | Сравнительная характеристика переносных зенитных ракетных комплексов 1970-х годов | Сравнительная характеристика переносных зенитных ракетных комплексов 1970-х годов |
| Характеристика | «Стрела-2»                                                                        | «Stinger»                                                                         | «Stinger Alternate»                                                               | «Rayrider»                                                                        | «Blowpipe»                                                                        | «Blowpipe»                                                                        |
| --- | --------------------------------------------------------------------------------- | --------------------------------------------------------------------------------- | --------------------------------------------------------------------------------- | --------------------------------------------------------------------------------- | --------------------------------------------------------------------------------- | --------------------------------------------------------------------------------- |
| Разработчик | КБМ                                                                               | General Dynamics                                                                  | Ford                                                                              | Bofors                                                                            | Northrop                                                                          | Short Brothers                                                                    |
| Принятие на вооружение в стране производства | Да                                                                                | Да                                                                                | Нет                                                                               | Да                                                                                | Нет                                                                               | Да                                                                                |
| Аэродинамическая схема ракеты | «утка» с прямоугольным оперением                                                  | «утка» с прямоугольным оперением                                                  | нормальная схема с трапециевидным оперением                                       | нормальная схема со стреловидным оперением                                        | «утка» с треугольным оперением                                                    | «утка» с треугольным оперением                                                    |
| Режим управления полётом ракеты | автоматический                                                                    | автоматический                                                                    | полуавтоматический                                                                | полуавтоматический                                                                | полуавтоматический                                                                | ручной                                                                            |
| Система управления ракетой с земли | не предусмотрена                                                                  | не предусмотрена                                                                  | наведение по лучу                                                                 | наведение по лучу                                                                 | наведение по лучу                                                                 | радиокомандная                                                                    |
| Устройство наведения ракеты на цель | головка самонаведения                                                             | головка самонаведения                                                             | станция лазерной подсветки                                                        | станция лазерной подсветки                                                        | станция лазерной подсветки                                                        | станция передачи команд                                                           |
| Устройство наведения ракеты на цель | пассивная инфракрасная                                                            | пассивная инфракрасная/ультрафиолетовая                                           | полуактивная лазерная                                                             | полуактивная лазерная                                                             | полуактивная лазерная                                                             | оптико-электронная                                                                |
| Устройство наведения ракеты на цель | конического сканирования передней полусферы                                       |                                                                                   | полуактивная лазерная                                                             | полуактивная лазерная                                                             | полуактивная лазерная                                                             | оптико-электронная                                                                |
| Неконтактный датчик цели | не предусмотрен                                                                   | радиолокационный                                                                  | лазерный                                                                          | лазерный                                                                          | комбинированный                                                                   | комбинированный                                                                   |
| Удержание цели по центру прицела в процессе прицеливания | требуется                                                                         | требуется                                                                         | желательно                                                                        | желательно                                                                        | не требуется                                                                      | не требуется                                                                      |
| Осуществление пуска по цели без точного прицеливания | недопустимо ни при каких обстоятельствах                                          | недопустимо ни при каких обстоятельствах                                          | не желательно                                                                     | не желательно                                                                     | допустимо при отсутствии времени на прицеливание                                  | допустимо при отсутствии времени на прицеливание                                  |
| Подсветка цели оператором | не предусмотрена                                                                  | не предусмотрена                                                                  | лазерная                                                                          | лазерная                                                                          | лазерная                                                                          | не предусмотрена                                                                  |
| Подсветка цели оператором | не предусмотрена                                                                  | не предусмотрена                                                                  | низкоимпульсная                                                                   | частотно-модулированная                                                           | непрерывная                                                                       | не предусмотрена                                                                  |
| Сопровождение ракеты оператором | не предусмотрено                                                                  | не предусмотрено                                                                  | по линии визирования цели                                                         | по линии визирования цели                                                         | по линии визирования цели                                                         | по линии визирования цели                                                         |
| Метод наведения ракеты | двухточечный                                                                      | двухточечный                                                                      | трёхточечный                                                                      | трёхточечный                                                                      | трёхточечный                                                                      | трёхточечный                                                                      |
| Метод наведения ракеты | метод пропорционального сближения                                                 | метод пропорционального сближения                                                 | метод автоматического совмещения                                                  | метод автоматического совмещения                                                  | метод автоматического совмещения                                                  | метод ручного совмещения                                                          |
| Метод наведения ракеты | с переменным запрограммированным углом упреждения                                 | с переменным автоматически рассчитываемым углом упреждения                        | с нулевым углом упреждения                                                        | с нулевым углом упреждения                                                        | с нулевым углом упреждения                                                        | с произвольным регулируемым углом упреждения                                      |
| Помехозащищённость | относительная                                                                     | относительная                                                                     | близкая к абсолютной                                                              | близкая к абсолютной                                                              | близкая к абсолютной                                                              | близкая к абсолютной                                                              |
| Помехоустойчивость | низкая                                                                            | относительная                                                                     | высокая                                                                           | высокая                                                                           | высокая                                                                           | близкая к абсолютной                                                              |
| Угрожающие факторы помеховой обстановки | уязвимость для тепловых ловушек, небесным светилам                                | уязвимость для тепловых ловушек, небесным светилам                                | уязвимость для средств оптико-электронного подавления                             | уязвимость для средств оптико-электронного подавления                             | уязвимость для средств оптико-электронного подавления                             | безразличие к помехам                                                             |
| Бортовые средства оповещения об угрозе ракетного обстрела воздушной цели | станция предупреждения о радиолокационном облучении                               | станция предупреждения о радиолокационном облучении                               | станция предупреждения о лазерном облучении                                       | станция предупреждения о лазерном облучении                                       | станция предупреждения о лазерном облучении                                       | не существуют                                                                     |
| Эффективность при стрельбе навстречу | ниже, чем вдогон                                                                  | ниже, чем вдогон                                                                  | одинаково высокая                                                                 | одинаково высокая                                                                 | одинаково высокая                                                                 | более высокая, чем вдогон                                                         |
| Эффективность применения в условиях облачности | ниже, чем при безоблачной погоде                                                  | ниже, чем при безоблачной погоде                                                  | относительная                                                                     | относительная                                                                     | одинаково высокая                                                                 | одинаково высокая                                                                 |
| Эффективность применения в условиях тумана | практически бесполезен                                                            | практически бесполезен                                                            | практически бесполезен                                                            | практически бесполезен                                                            | практически бесполезен                                                            | практически бесполезен                                                            |
| Эффективность применения в условиях задымления или запыления огневой позиции | одинаково высокая                                                                 | одинаково высокая                                                                 | ниже, чем при отсутствии указанных факторов, ограничивающих видимость цели        | ниже, чем при отсутствии указанных факторов, ограничивающих видимость цели        | ниже, чем при отсутствии указанных факторов, ограничивающих видимость цели        | ниже, чем при отсутствии указанных факторов, ограничивающих видимость цели        |
| Эффективность применения в тёмное время суток | с ТПВ более эффективен, чем в светлое время суток                                 | с ТПВ более эффективен, чем в светлое время суток                                 | без ночной оптики практически бесполезен                                          | без ночной оптики практически бесполезен                                          | без ночной оптики практически бесполезен                                          | без ночной оптики практически бесполезен                                          |
| Эффективность применения по целям, оставляющим низкоконтрастный тепловой след (аэростаты, планеры, дельтапланы и др.) | ниже, чем по целям, с выраженным тепловым контрастом                              | ниже, чем по целям, с выраженным тепловым контрастом                              | одинаково высокая                                                                 | одинаково высокая                                                                 | одинаково высокая                                                                 | одинаково высокая                                                                 |
| Возможность повторного обстрела цели или смены позиции | сразу после пуска                                                                 | сразу после пуска                                                                 | после попадания или промаха                                                       | после попадания или промаха                                                       | после попадания или промаха                                                       | после попадания или промаха                                                       |
| Возможность обстрела наземных или надводных целей | отсутствует                                                                       | имеется у поздних моделей                                                         | имеется                                                                           | ограничена                                                                        | ограничена                                                                        | имеется                                                                           |
| Категория мобильности | носимый                                                                           | носимый                                                                           | носимый                                                                           | возимый                                                                           | ограниченно носимый                                                               | ограниченно носимый                                                               |
| Простота в эксплуатации | примитивен, выстрелил и выбросил                                                  | примитивен, выстрелил и выбросил                                                  | требует специальной подготовки                                                    | требует специальной подготовки                                                    | требует специальной подготовки                                                    | требует особых навыков                                                            |
| Источники информации - Air Defense Systems and Weapons: World AAA and SAM Systems in the 1990s. / Compiled by Christopher Chant. — 1st ed. — London: Brassey’s Defence Publishers, 1989. — P. 25-27, 30-32, 65-69, 129-132 — 407 p. — ISBN 0-08-036246-X. - An Illustrated Guide to Modern Airborne Missiles. / Compiled by Bill Gunston. — N.Y.: Arco Publishing, 1983. — P. 37, 48, 50, 66, 154 — 159 p. — ISBN 0-668-05822-6. - Jane’s Infantry Weapons 1975. / Edited by F. W. A. Hobart. — 1st ed. — London: Macdonald and Jane’s, 1974. — P. 755, 778-779, 788, 805-806 — 860 p. — ISBN 0-531-02748-1. - Jane’s Weapon Systems 1979-80. / Edited by Ronald T. Pretty. — 10th ed. — Coulsdon, Surrey: Jane’s Information Group, 1979. — P. 87-89, 807 — 1056 p. — ISBN 0-531-03299-X. - Jane’s Weapon Systems 1986-87. / Edited by Ronald T. Pretty. — 17th ed. — London: Jane’s Publishing Company, 1986. — P. 137-142 — 1127 p. — ISBN 0-7106-0832-2. - Jane’s Weapon Systems 1987-88. / Edited by Bernard Blake. — 18th ed. — London: Jane’s Publishing Company, 1987. — P. 208-212 — 1100 p. — ISBN 0-7106-0845-4. - Jane’s Land Based Air Defence 1992-93. / Edited by Tony Cullen and Christopher F. Foss. — 5th ed. — Coulsdon, Surrey: Jane’s Information Group, 1992. — P. 35-43, 50-56 — 325 p. — ISBN 0-7106-0979-5. - Jane’s Electro-Optic Systems 2004-2005. / Edited by Michael J. Gething. — 10th ed. — Coulsdon, Surrey: Jane’s Information Group, 2004. — P. 21, 128-135, 138-139 — 727 p. — ISBN 0-7106-2620-7. - Man-Portable Air Defense Systems (A Comparison by Rhoi M. Maney) // Air Defense Magazine. — Fort Bliss, Texas: U.S. Army Air Defense School, October-December 1977. — P. 19-23. |                                                                                   |                                                                                   |                                                                                   |                                                                                   |                                                                                   |                                                                                   |